# Marat Dewjatjarow
Marat Mansurowytsch Dewjatjarow (ukrainisch Марат Мансурович Дев'ятьяров, englisch Marat Mansurovich Deviatiarov; * 19. April 1994 in Charkiw) ist ein ukrainischer Tennisspieler.

## Karriere
Dewjatjarow spielte auf der ITF Junior Tour, wo er im März 2012 mit Rang 57 seine beste Platzierung erreichte. Seinen einzigen Einsatz bei einem Junior-Grand-Slam-Turnier hatte er im Doppel von Wimbledon 2012, als er die zweite Runde erreichte.
Ab 2013 spielte Dewjatjarow auf der drittklassigen ITF Future Tour. In seiner ersten Saison schaffte er dort zwei Finals zu erreichen. 2014 gelang ihm die Qualifikation zum Tashkent Challenger, einem Turnier der ATP Challenger Tour, wo er dann zum Auftakt verlor. Mitte 2015 erreichte er mit Platz 538 seine beste Notierung in der Tennisweltrangliste im Einzel.  Im selben Jahr erreichte er das Viertelfinale bei der Sommer-Universiade. Bis Ende 2021 konnte er fünf weitere Future-Finals im Einzel erreichen; das letzte im Jahr 2019 konnte er gewinnen. Im Doppel war er ungleich erfolgreicher. Bis Ende 2021 konnte er 20 Titel gewinnen, wobei sein erfolgreichstes Jahr 2015 mit fünf Titeln war. 2015 und 2016 kam er jeweils zu einem Challengerturnier-Einsatz, bei denen er das Viertelfinale erreichte. 2017 stand er im Doppel mit Platz 313 auf seinem Karrierehoch.
2015 gab er sein Debüt für die ukrainische Davis-Cup-Mannschaft im fünften unbedeutenden Match in der Begegnung gegen Litauen. Er konnte gegen Lukas Mugevičius in zwei Sätzen gewinnen.